# 下蒲刈島
下蒲刈島（しもかまがりじま）は、瀬戸内海の中部にある蒲刈群島の島である。苺や蜜柑などの栽培が盛んである。

## 行政
広島県呉市に属する。1947年以来一島で下蒲刈町を形成していたが、2003年4月1日に呉市に編入され、その一部となった。

## 自然
- 山 - 大平山（島の最高峰）

## 歴史

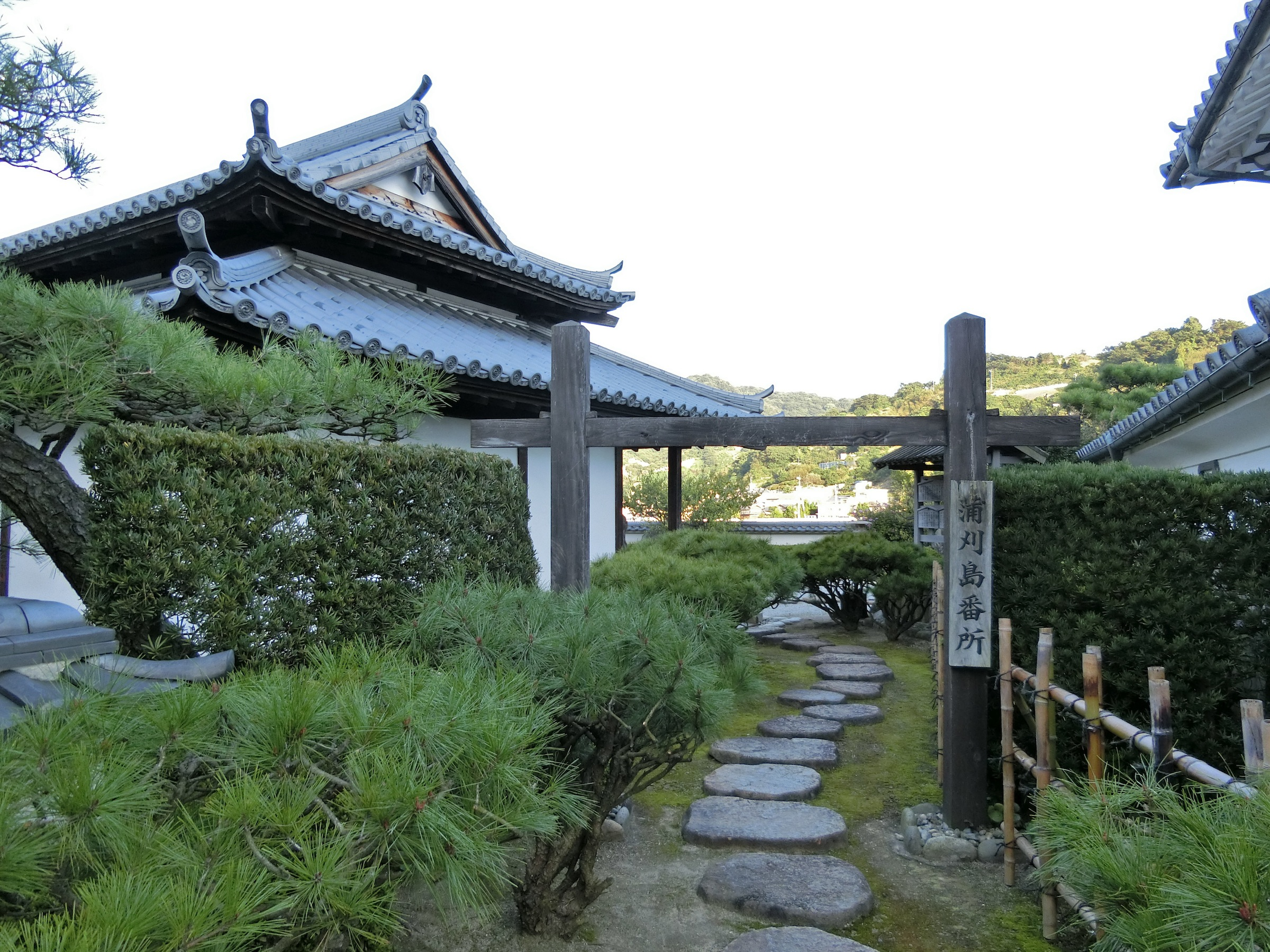
松濤園に復元された蒲刈島御番所

この島はかつて安芸国に属し、荘園時代には日高荘の一部であった。江戸時代には朝鮮通信使の交通路であり宿泊地のひとつでもあった。
- 1889年4月1日 - 町村制の施行により広島県安芸郡蒲刈島村が誕生。
- 1891年7月27日 - 蒲刈島村が下蒲刈島村と上蒲刈島村に分離し広島県安芸郡下蒲刈島村が成立する。
- 1947年8月1日 - 下蒲刈島村から向集落部分が分離して広島県安芸郡向村となりこのときより下蒲刈島が一島で一自治体をなすようになる。
- 1962年1月1日 - 下蒲刈島村が単独で町制を施行し広島県安芸郡下蒲刈町となる。
- 2003年4月1日 - 呉市に編入合併となり自治体としての下蒲刈町が消滅する。

## 交通

### 道路
- 県道
  - 広島県道74号下蒲刈川尻線
  - 広島県道288号見戸代大地蔵線

- 橋

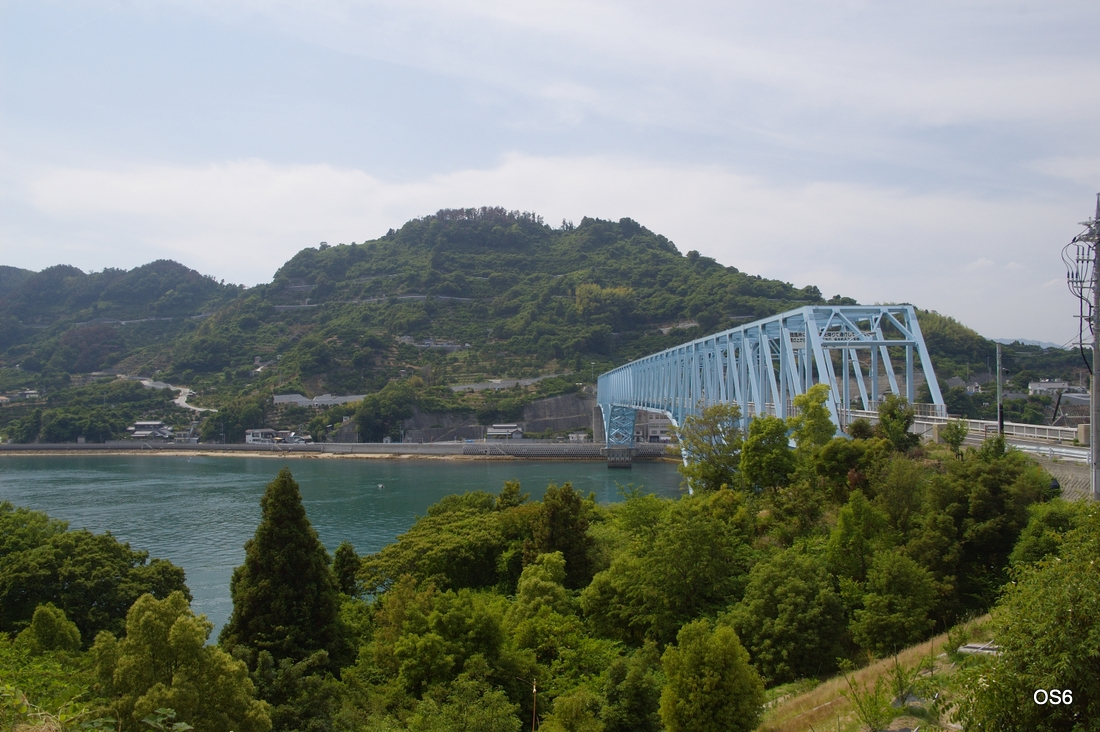
上蒲刈島から見た蒲刈大橋と下蒲刈島

  - 安芸灘大橋（安芸灘諸島連絡架橋の1号橋。2000年開通。本州との間の女猫ノ瀬戸に架かる。広島県道74号の一部になっている）
  - 蒲刈大橋（安芸灘諸島連絡架橋の2号橋。1979年開通。上蒲刈島との間に架かる）

### バス
- 広島バスセンター・呉駅前・広駅前から上蒲刈島（田戸・大浦）行きのバスが出ており、島内の見戸代・三之瀬などを経由している。

### 水上交通
- 見戸代港
- 三之瀬港

## 観光名所
- 蘭島閣美術館（らんとうかくびじゅつかん）
- 松濤園（しょうとうえん）

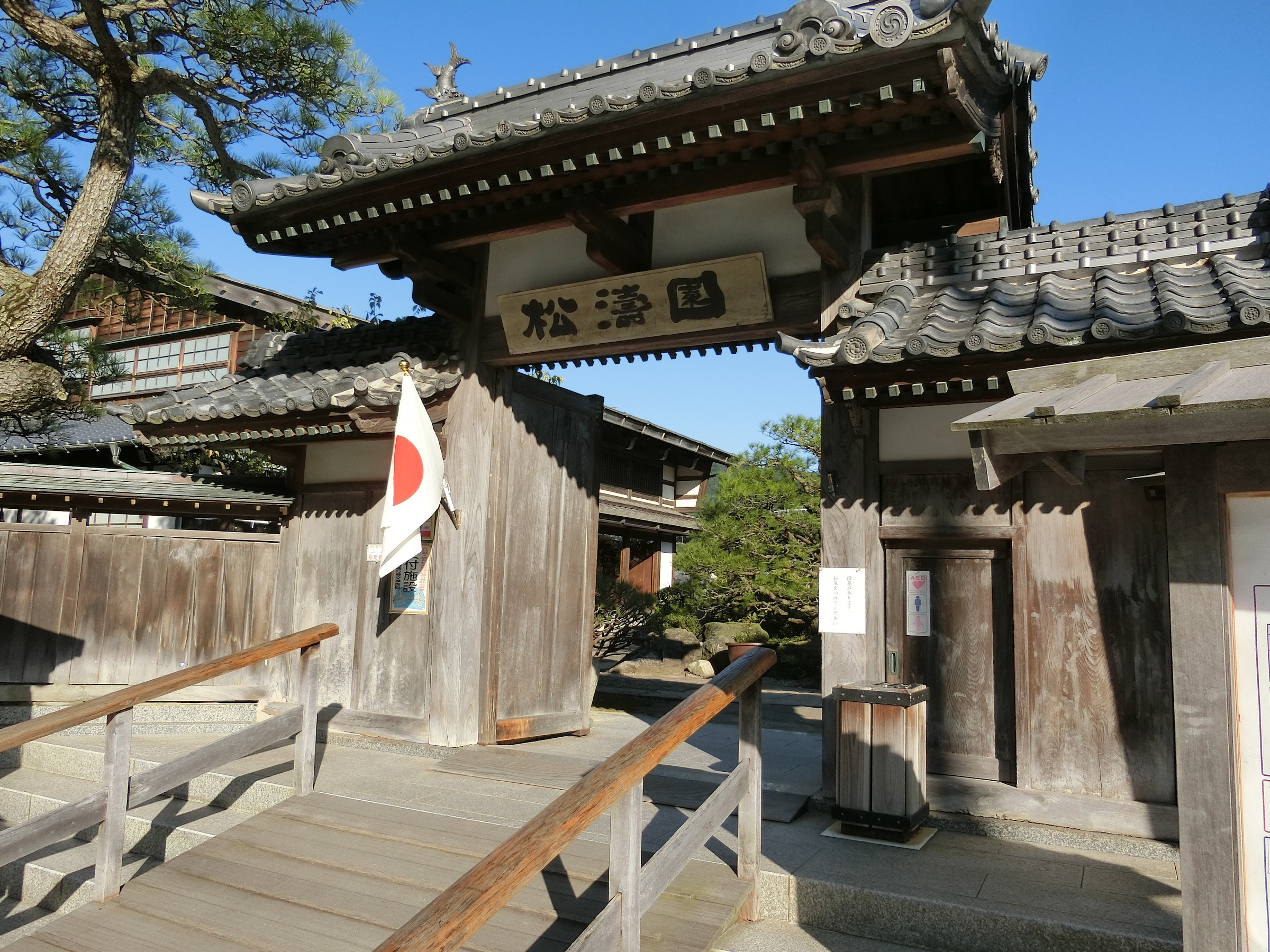
松濤園

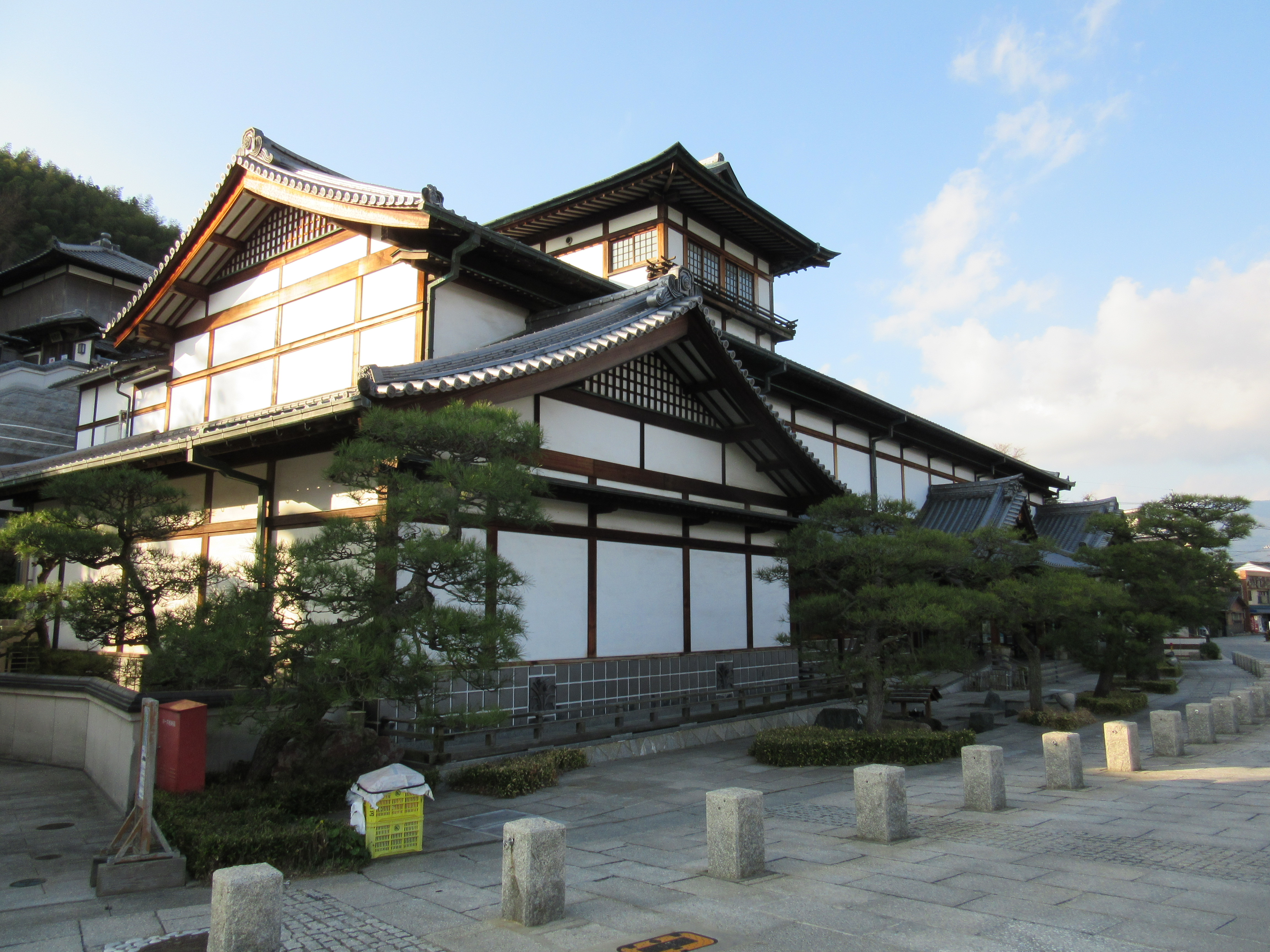
蘭島閣美術館

  - 御馳走一番館（朝鮮通信使資料館）、蒲刈島御番所などがある。

## 島出身の著名人
- 永野重雄（第13代日本商工会議所会頭）
- 永野健（第7代日本経営者団体連合会会長。重雄の甥）
- 上川香織（将棋の女流棋士）